# Чемпионат Европы по горному бегу 2009
Чемпионат Европы по горному бегу 2009 года прошёл 12 июля в деревне Тельфес-им-Штубай (Австрия). Участники соревновались в дисциплине горного бега «вверх». Разыгрывались 8 комплектов наград: по 4 в индивидуальном и командном зачётах. Соревнования проходили среди взрослых спортсменов и юниоров (до 20 лет).
Чемпионат Европы проходил в рамках 11-го традиционного забега Schlickeralmlauf. Трасса начиналась в центре Тельфеса, после чего шла по склонам Штубайских Альп в долине Шлик. Финиш находился на вершине Зеннйох. За день до чемпионата Европы на этой же трассе прошёл массовый забег, в котором могли принять участие все желающие спортсмены-любители.
На старт вышел 241 бегун (139 мужчин и 102 женщины) из 25 стран Европы. Каждая страна могла выставить до 4 человек в забеги мужчин, женщин и юниоров, а также до 3 человек — в забег юниорок. Командное первенство подводилось по сумме мест трёх лучших участников у мужчин, женщин и юниоров и двух лучших участниц — у юниорок.
Главным фаворитом женского забега считалась действующая чемпионка мира, представительница хозяев соревнований Андреа Майр. Однако она заняла только третье место, не сумев навязать борьбы 22-летней Мартине Штрель из Швейцарии, выигравшей золото. На финише их разделило более двух минут.
Среди мужчин третье чемпионство подряд завоевал Ахмет Арслан. Бегун из Турции вышел вперёд с самого старта и больше никому не отдал лидерство в забеге.

## Расписание
| Дата         | Время | Забег   |
| ------------ | ----- | ------- |
| 12 июля 2009 | 08:45 | Юниорки |
| 12 июля 2009 | 09:00 | Юниоры  |
| 12 июля 2009 | 10:00 | Женщины |
| 12 июля 2009 | 11:00 | Мужчины |

Время местное (UTC+2)

## Призёры
Курсивом выделены участники, чей результат не пошёл в зачёт команды

### Мужчины и юниоры
| Дисциплина                          | Золото                                                                             | Золото   | Серебро                                                                  | Серебро  | Бронза                                                                            | Бронза  |
| ----------------------------------- | ---------------------------------------------------------------------------------- | -------- | ------------------------------------------------------------------------ | -------- | --------------------------------------------------------------------------------- | ------- |
| 11 км перепад высот: +1440 м        | Ахмет Арслан Турция                                                                | 58.26    | Марко Де Гаспери Италия                                                  | 59.09    | Себастьен Эпине Швейцария                                                         | 59.19   |
| 11 км (команды)                     | Италия · Марко Де Гаспери · Мартин Дематтеис · Риккардо Стерни · Бернард Дематтеис | 17 очков | Франция · Раймон Фонтен · Саид Жандари · Эмманюэль Месса · Жюльен Ранкон | 20 очков | Турция · Ахмет Арслан · Али Хайдар Текгёз · Эркан Куш · Эрдинч Экин               | 32 очка |
| Юниоры 9,4 км перепад высот: +970 м | Юсуф Алыджы Турция                                                                 | 50.29    | Ксавье Шеврье Италия                                                     | 50.44    | Кандид Пралонг Швейцария                                                          | 51.39   |
| Юниоры 9,4 км (команды)             | Италия · Ксавье Шеврье · Лука Каньяти · Келему Криппа · Марко Леони                | 20 очков | Норвегия · Дидрик Тёнсет · Йорген Бюэ Бревик · Шур Престсетер            | 26 очков | Великобритания · Скотт Макдональд · Алекс Хендри · Робби Симпсон · Рикки Чаллинор | 32 очка |

### Женщины и юниорки
| Дисциплина                         | Золото                                                                                | Золото   | Серебро                                                                           | Серебро  | Бронза                                                                          | Бронза   |
| ---------------------------------- | ------------------------------------------------------------------------------------- | -------- | --------------------------------------------------------------------------------- | -------- | ------------------------------------------------------------------------------- | -------- |
| 9,4 км перепад высот: +970 м       | Мартина Штрель Швейцария                                                              | 54.39    | Валентина Белотти Италия                                                          | 55.28    | Андреа Майр Австрия                                                             | 56.55    |
| 9,4 км (команды)                   | Италия · Валентина Белотти · Ренате Рунггер · Мария Грация Роберти · Кристина Сколари | 16 очков | Швейцария · Мартина Штрель · Бернадетт Майер · Клаудия Хельфенбергер · Майя Шолле | 19 очков | Великобритания · Кейт Гудхед · Кэти Ингрэм · Ребекка Робинсон · Клер Маккиттрик | 34 очка  |
| Юниорки 4 км перепад высот: +390 м | Дерья Алтынташ Турция                                                                 | 23.15    | Элиф Карабулут Турция                                                             | 23.20    | Ясемин Джан Турция                                                              | 23.29    |
| Юниорки 4 км (команды)             | Турция · Дерья Алтынташ · Элиф Карабулут · Ясемин Джан                                | 3 очка   | Румыния · Андреа Ологу · Ралука Моржан · Юлия Милитару                            | 12 очков | Великобритания · Джина Палетта · Виктория Грейвс · Молли Хейвуд                 | 15 очков |

## Медальный зачёт
Медали завоевали представители 8 стран-участниц.
 Принимающая страна
| Место | Страна         | Золото | Серебро | Бронза | Всего |
| ----- | -------------- | ------ | ------- | ------ | ----- |
| 1     | Турция         | 4      | 1       | 2      | 7     |
| 2     | Италия         | 3      | 3       | 0      | 6     |
| 3     | Швейцария      | 1      | 1       | 2      | 4     |
| 4     | Норвегия       | 0      | 1       | 0      | 1     |
| 4     | Румыния        | 0      | 1       | 0      | 1     |
| 4     | Франция        | 0      | 1       | 0      | 1     |
| 7     | Великобритания | 0      | 0       | 3      | 3     |
| 8     | Австрия        | 0      | 0       | 1      | 1     |
| Всего | Всего          | 8      | 8       | 8      | 24    |